# Пам'ятник принцу Альбрехту Прусському

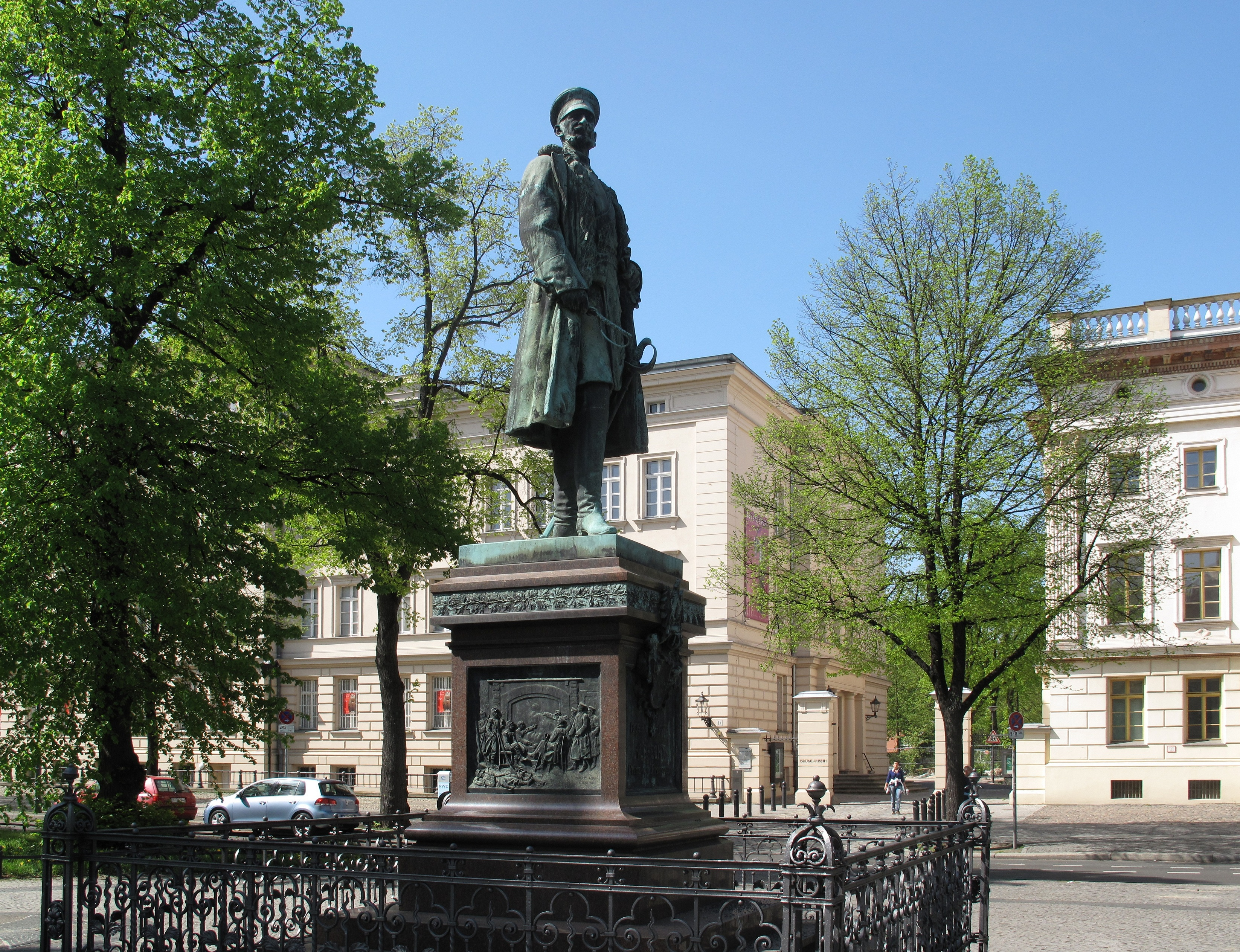
Пам'ятник принцу Альбрехту Прусському на тлі будівлі Музею Брехана

Пам'ятник принцу Альбрехту Прусському  — бронзовий пам'ятник, встановлений в берлінському районі Шарлоттенбург в 1901 році в честь принца Альбрехта Прусського, брата короля Пруссії Фрідріха IV і імператора Німеччини Вільгельма I і генерала кавалерії, учасника Франко-прусської війни.
Принц Альбрехт зображений в сюртуку з шаблею, розкритою генеральської шинелі на хутрі, високих чоботях і кашкеті, його погляд спрямований у далечінь. У лівій руці принц тримає рукавички, в правій — кавалерійську батіг. Так, на думку авторів, принц Альбрехт виглядав у 1870 році. На барельєфах постаменту зображені батальні сцени Франко-прусської війни. Пам'ятник виконаний за проектом скульпторів Євгена Бермеля і Конрада Фрайберга. Учень Бегаса Бермель виконав статую, а однополчанин принца Альбрехта Фрайберг створив барельєфи постаменту. Пам'ятник принцу Альбрехту встановлений на бульварі Шлосштрассе на перетині з вулицею Шпандауэр-Дамм в безпосередній близькості від історичних будівель шлютеровских казарм, в яких в даний час розміщуються Збори Шарфа — Герстенберга, Музей Берггрюна і Музей Брехана. Урочиста церемонія відкриття пам'ятника відбулася 14 жовтня 1901 року в присутності кайзера Вільгельма II.